# Agapit (Humeňuk)
Agapit (světským jménem: Pavlo Zinovijovyč Humeňuk; * 23. května 1980, Novosilka) je ukrajinský duchovní Pravoslavné církve Ukrajiny a arcibiskup vyšhorodský.

## Život
Narodil se 23. května 1980 ve vesnici Novosilka v Ternopilském rajónu.
Roku 1997 nastoupil na Kyjevský duchovní seminář, který dokončil roku 2001. Dne 1. října 2000 byl postřižen na monacha a přijal mnišské jméno Agapit. Dne 8. října 2000 byl patriarchou kyjevským Filaretem rukopoložen na hierodiakona a 29. října na jeromonacha.
Dne 13. října 2000 se stal rizničim (stará se o sakristii) monastýru svatého archanděla Michaela v Kyjevě.
Roku 2005 dokončil Kyjevskou pravoslavnou bohosloveckou akademii a 5. února 2006 byl povýšen na igumena. Dne 19. dubna 2006 byl povýšen na archimandritu.
Dne 1. ledna 2006 se stal pokladníkem monastýru.
Dne 10. listopadu 2009 byl jmenován představeným monastýru svatého archanděla Michaela.
Dne 27. července 2010 jej Svatý synod Kyjevského patriarchátu zvolil biskupem vyšhorodským a vikářem kyjevské eparchie. Dne 8. srpna 2010 proběhla v katedrálním chrámu svatého Vladimíra jeho biskupská chirotonie. Hlavním světitelem byl patriarcha Filaret.
Dne 9. srpna 2011 podepsal žádost Pečerskému okresnímu soudu o propuštění Julije Tymošenkové z vazby.
Dne 14. května 2016 byl povýšen na arcibiskupa.
Byl vedoucím záležitostí Kyjevského patriarchátu.
Dne 15. prosince 2018 se zúčastnil Sjednocujícího sněmu ukrajinských pravoslavných církví a vstoupil do jurisdikce nové Pravoslavné církve Ukrajiny.
Roku 2019 se stal sekretářem kyjevské metropole a zástupcem Synodní komise pro monastýry a mnišství.
Dne 2. února 2024 byl jmenován arcibiskupem nové zřízené vyšhorodské eparchie.